# Баран, Евгений Михайлович
Евгений Михайлович Баран (род. 23 мая 1961 года, Джурин, Тернопольская область) — украинский литературный критик, глава Ивано-Франковской областной организации НСПУ, лауреат премии им. А. Билецкого (1999), городской премии им. И. Франка (2001), международной премии «Триумф» (2003), областной премии им. В. Стефаника (2006) и т. д. Кандидат филологических наук (2001). Заслуженный работник культуры Украины (2014). Окончил филологический факультет ЛНУ им. И. Франка (1984) и аспирантуру института литературы им. Т. Шевченка НАП Украины (2006). Живёт и работает в Ивано-Франковске.

## Публикации
Автор ряда работ про современный украинский литературный процесс. Дебютировал Е. Баран 11 февраля 1988 года на страницах всеукраинской газеты «Друг читача». Первый сборник ессе «Покушение на миражи» был опубликован во Львове в 1997 году в проекте «Морена: літературний журнал одного автора».
Все публикации Е. М. Барана:
- «Замах на міражі» (1997),
- «Зоїлові трени» (1998),
- «Українська історична проза II половини XIX ст. і Орест Левицький» (1999),
- «Звичайний читач» (2000),
- «Навздогін дев’яностим» (2006),
- «Читацький щоденник — 2005» (2006),
- «Порнографічна сутність правди» (2007),
- «Наодинці з літературою» (2007),
- «У полоні стереотипів та інші есеї» (2009),
- «Тиша запитань» (2011),
- «Дев’яності навиворіт» (2011),
- «Повторення пройденого» (2013)

Активно публикует критические заметки на сайте «Буквоїд».

## Переводческая и редакционная работа
Переводчик с польского языка (например, в 2008 году опубликованы книга Божены Бобы-Дыги «Начертанное дождем» и «Поэзия единения: стихи из Кракова»; совместно с О. Гордоном). Е. М. Баран — также член редакционных советов ряда журналов (например, «Перевал») и заместитель главного редактора журнала «Золота Пектораль»